# Татьяна Сміт
Татьяна Сміт (англ. Tatjana Smith, 9 липня 1997) — південноафриканська плавчиня.
Призерка Чемпіонату світу з водних видів спорту 2019 року.
Переможниця Ігор Співдружності 2018 року.
Переможниця літньої Універсіади 2019 року, призерка 2017 року.